# Joseph Cuypers
Josephus Johannes Theodorus Cuypers (10 juin 1861, à Ruremonde – 20 janvier 1949, à Meerssen) est un architecte néerlandais, fils de l'architecte Pierre Cuypers.

## Galerie

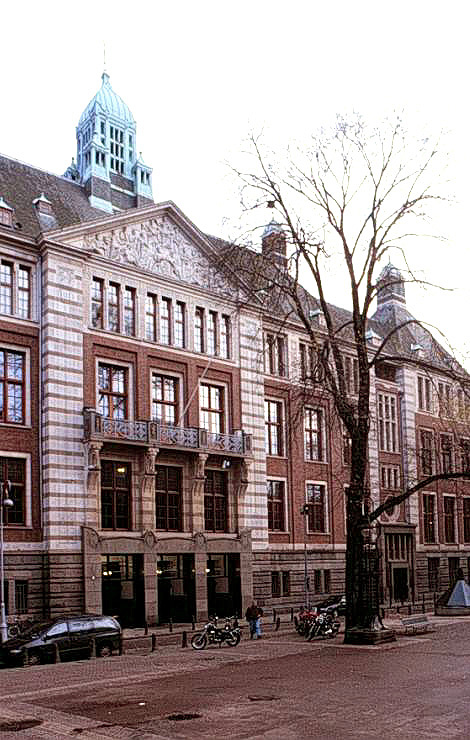
Bourse d'Amsterdam
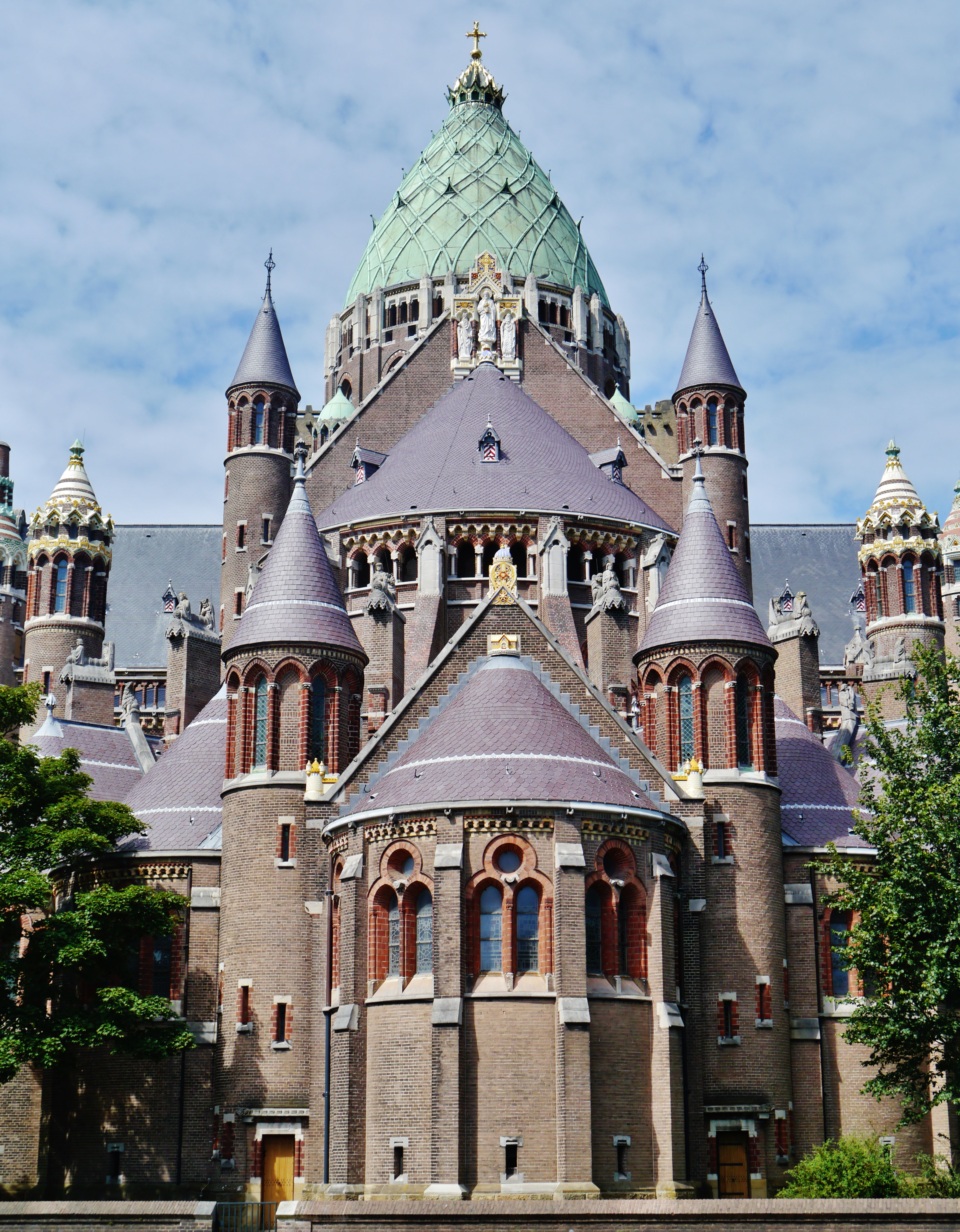
Basilique-cathédrale Saint-Bavon de Haarlem.
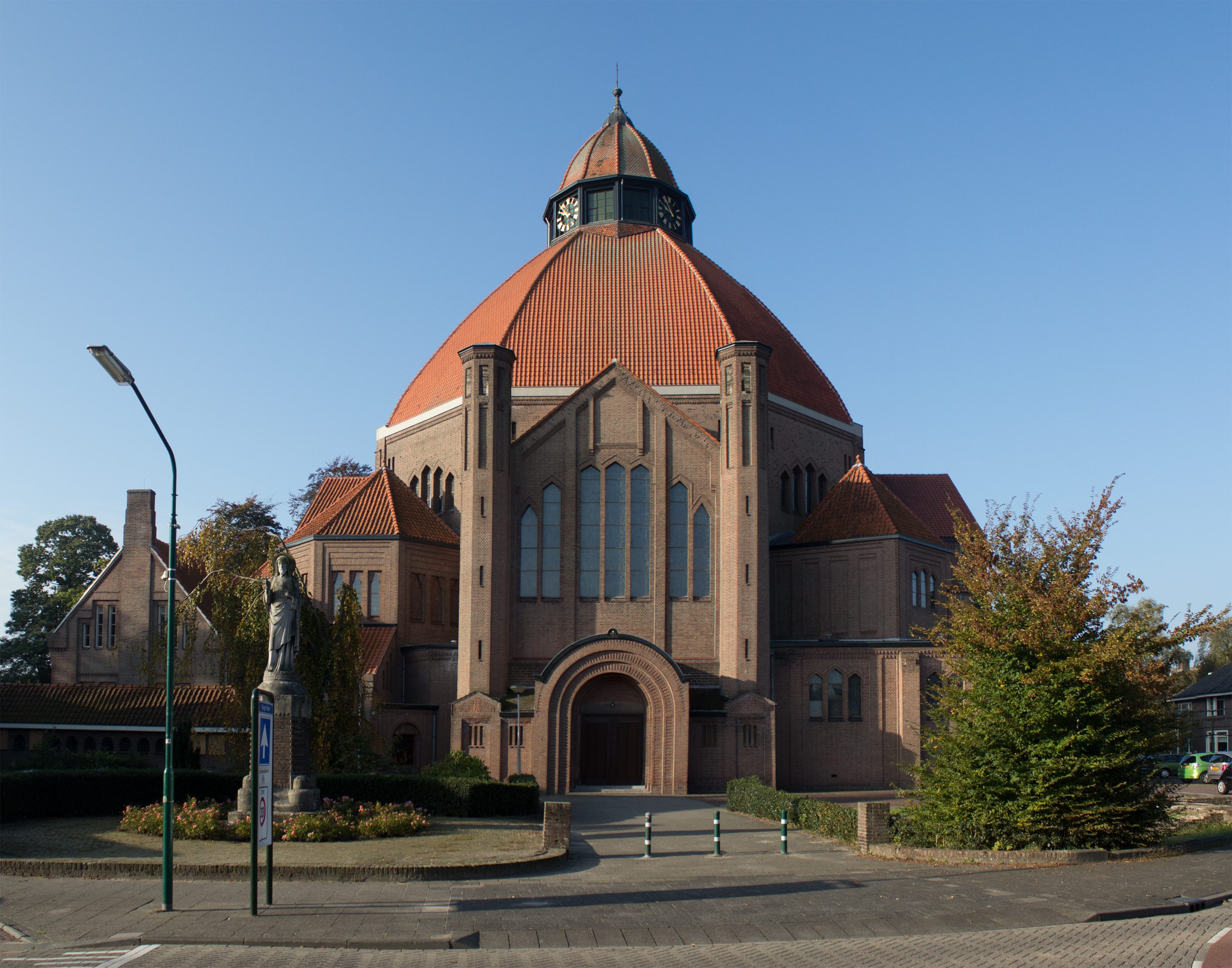
Église Saint-Laurent de Dongen
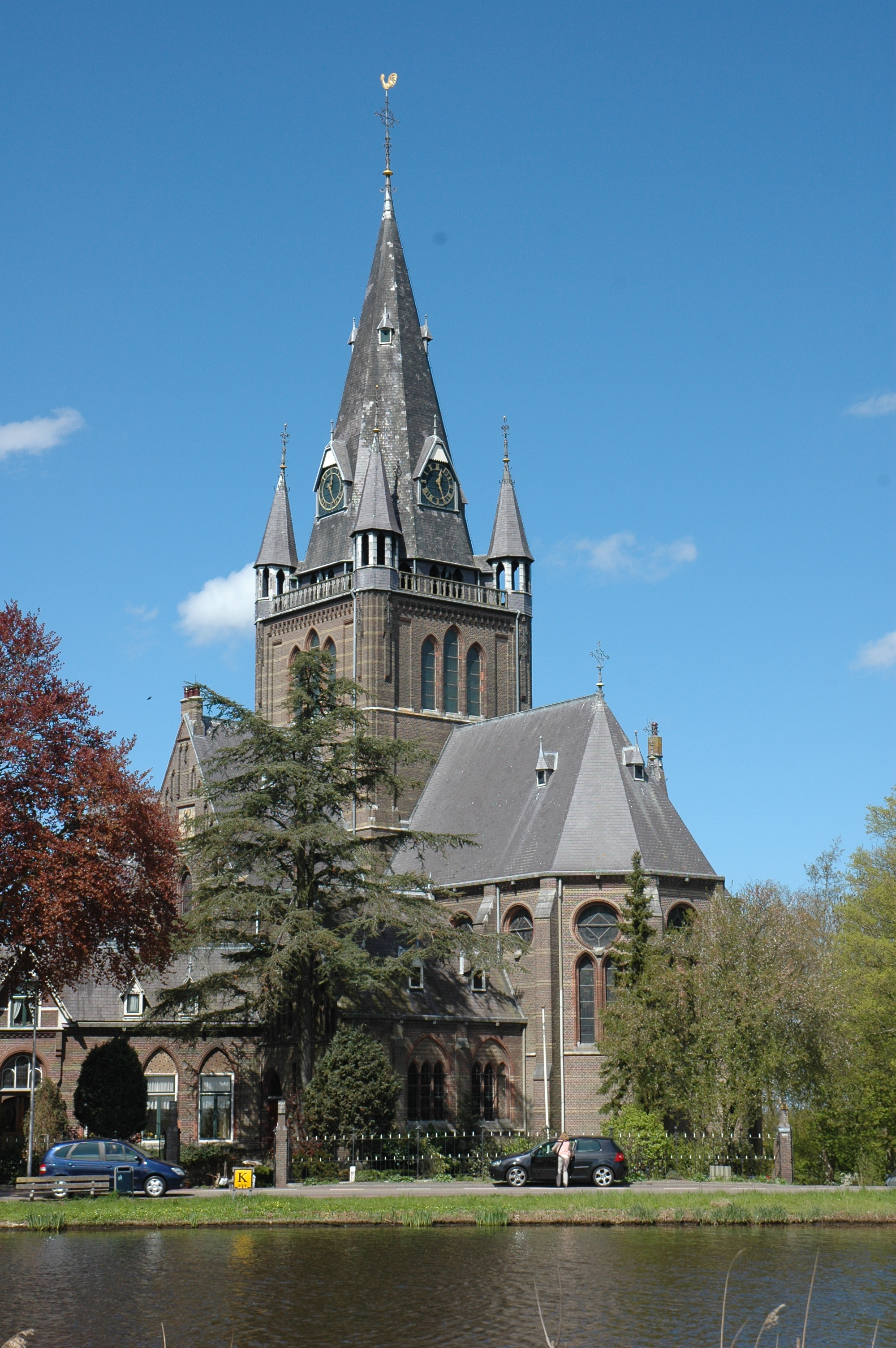
Église Saint-Urbain de Nes-sur-l'Amstel.